# Cristiada (film)
Cristiada (în engleză For Greater Glory: The True Story of Cristiada) este un film mexican din 2012, despre Guerra Cristera, Războiul Civil din Mexic din 1926-1929.

## Distribuție
- Andy García – Enrique Gorostieta[6]
- Eva Longoria – Tulita Gorostieta
- Mauricio Kuri – José Sánchez del Río
- Peter O'Toole – Father Christopher
- Oscar Isaac – Victoriano „El Catorce” Ramírez
- Santiago Cabrera – Father Vega
- Eduardo Verástegui – Anacleto González Flores
- Rubén Blades – președintele Plutarco Elías Calles
- Nestor Carbonell – primarul Picazo
- Catalina Sandino Moreno – Adriana
- Bruce Greenwood – ambasadorul Dwight Morrow